# Гавайский строганый лёд
Гавайский строганый лёд — десерт на основе льда, приготовленный путём строгания блока льда и ароматизации его сиропом и другими сладкими ингредиентами. На острове Гавайи его также называют «ice shave».
Похожий американский десерт Snow Cone, напротив, готовится не из ледяной стружки, а из колотого льда. Тонкая стружка строганого льда позволяет ароматизированным сиропам не опускаться на дно, а полностью впитываться. Гавайский строганый лёд произошёл из аналогичного японского десерта под названием какигори и, таким образом, включает в себя аналогичные методы производства.
Строганый лёд характерно подаётся в коническом бумажном или пластиковом стаканчике с ароматизированными сиропами, покрытыми сверху дополнительными ингредиентами, такими как мороженое, бобы адзуки или сгущённое молоко. Сиропы для строганного льда на Гавайях часто ароматизируются местными ингредиентами, такими как гуава, ананас, кокосовое молоко, маракуйя, ли хин муй (китайские сливы), личи, киви и манго.

## История

### Япония

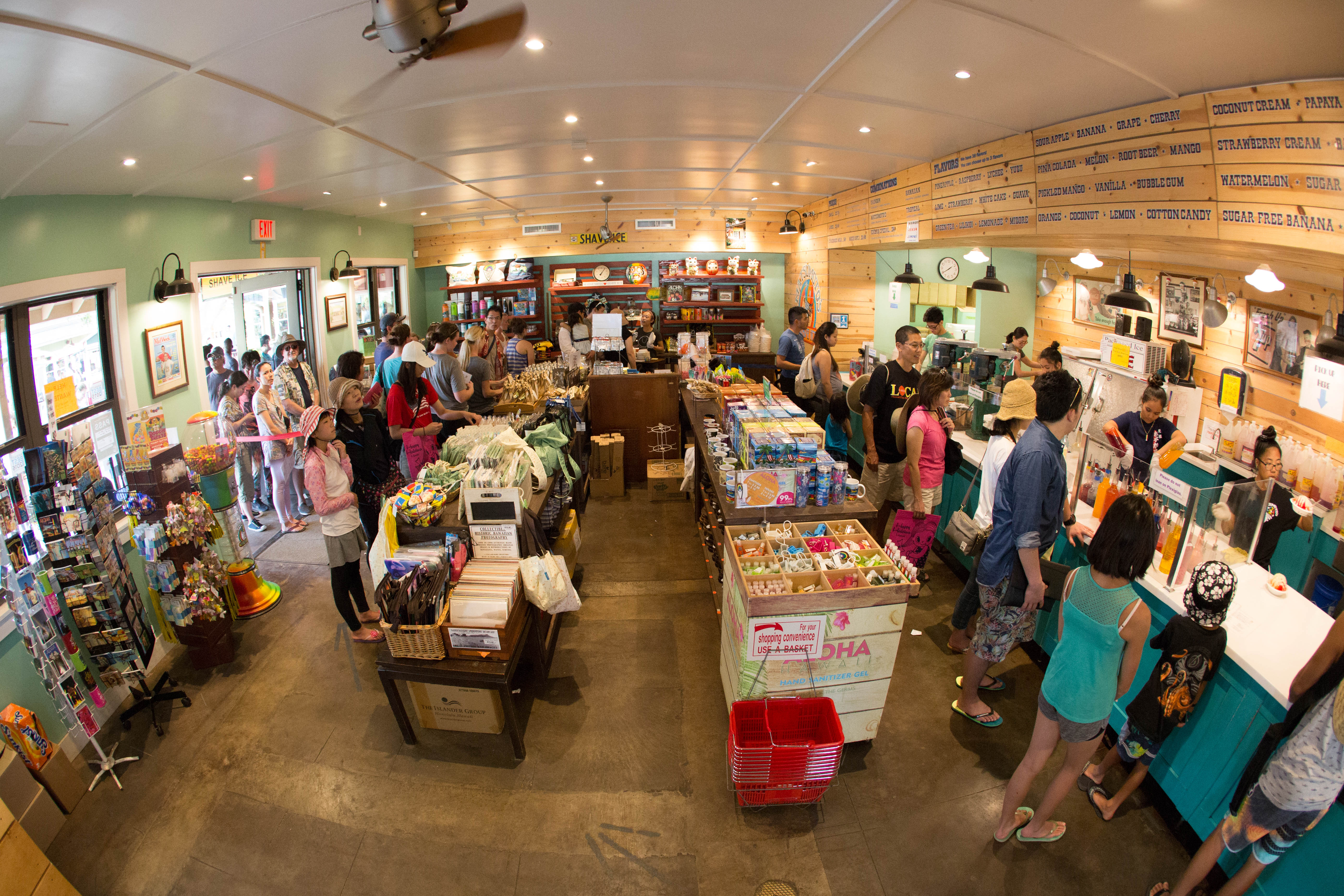
Matsumoto Shave Ice — известное предприятие по продаже строганого льда на острове Оаху

Историю гавайского льда можно проследить до одного конкретного десерта на основе льда, который берёт своё начало в японском периоде Хэйан, охватывавшем период с VIII по XII век н. э. Этот десерт, известный как какигори, когда-то был зарезервирован для богатых людей из-за сложного процесса производства льда, который был только зимой, а охлаждение зависело от природных источников, таких как ледники.
В начале 1900-х годов периода Мэйдзи развитие новых технологий позволило дёшево производить и хранить лёд, что привело к увеличению потребления среди различных типов людей. Примерно в то же время на Гавайях в изобилии развивались сахарные плантации, и многие люди из азиатских стран переехали на Гавайские острова в надежде получать стабильный доход. Японцы, находившиеся среди этих иммигрантов, привезли с собой свой традиционный десерт на основе льда под названием какигори.

### Гавайи
. Строганый лёд впервые был продан японскими иммигрантами рабочим плантаций в начале 1900-х годов и стал регулярным продуктом во многих японских продуктовых магазинах к 1950-м годам. Рост популярности десерта совпал с увеличением значения льда в истории Гавайев, о чём свидетельствуют торговые соглашения между США и Гавайями, где выпускаются многочисленные упоминания об этом важном товаре. Поскольку лёд символизировал статус и обеспечивал комфорт поселенцам на острове, он был важным фактором в колонизации Гавайев.
Продажи Гавайского строганого льда начали расти в 1950-х и 1960-х годах с прибытием калифорнийских сёрферов. К 1990-м годам магазины по продажам строганого льда, такие как Oahu’s Matsumoto Shave Ice и Waiola Shave Ice, привлекли внимание иностранных посетителей. Магазин Matsumoto был показан в новостных сетях по всему миру, включая Food Network и Travel Channel. Время ожидания может составлять более получаса, и магазин может продавать более 1000 строганых лакомств в день и 326400 строганых угощений в год.

## Состав

### Основные ингредиенты
Множество вариаций строганого льда также можно найти на Гавайях. Строганый лёд, в простейшей форме состоящий из тонко нарезанного льда и сиропа, подаётся в чашке, бумажном рожке или миске. В отличие от Snow Cone, где применяется колотый лёд, лёд для строганого льда тонко срезается, чтобы создать уникальную текстуру, которая является более порошкообразной и снежной. Стружка тонкого льда может впитывать сиропы лучше, чем колотый лёд. Лёд можно сделать в домашних условиях, замораживая чистую воду в контейнерах очень медленно в течение нескольких дней, при этом постоянно перемешивая смесь, чтобы убедиться, что в неё не входят примеси.

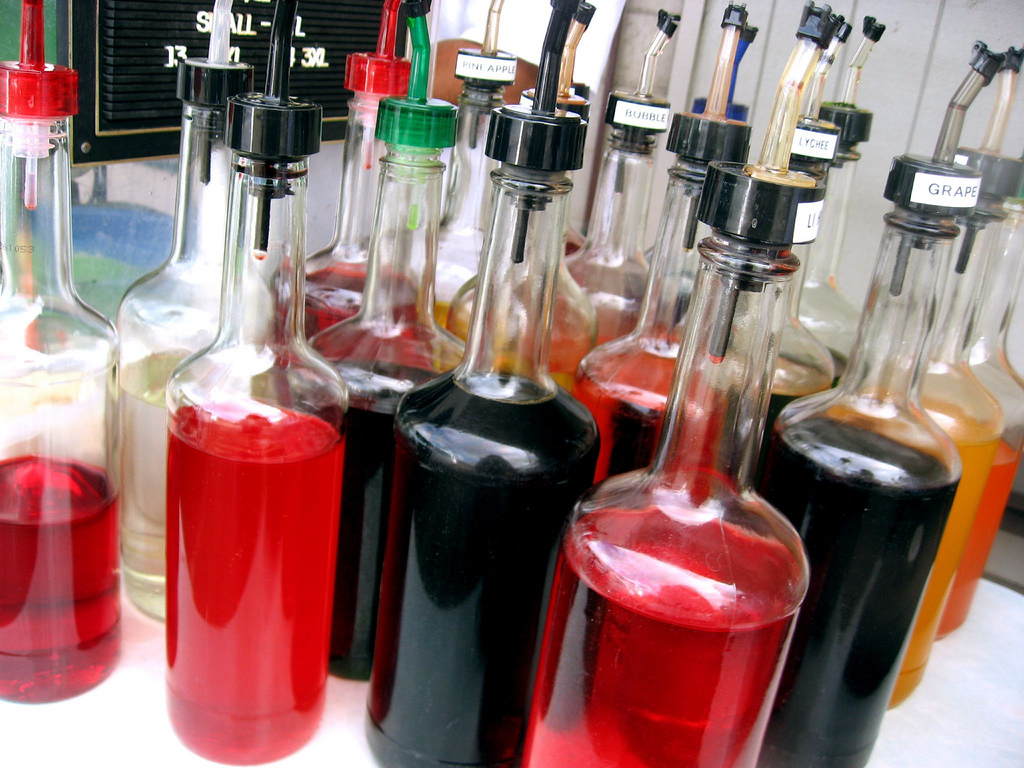
Сиропы, используемые для приготовления гавайского строганого льда — банановый, ананасовый, личи, киви, манго, маракуйя, гуава и кокосовый

Традиционные сиропы изготавливаются из сахара, ароматических экстрактов и дополнительных красителей с добавлением кислоты для улучшения сохранности. Сиропы часто ароматизируются местными ингредиентами, такими как банан, ананас, староцвет съедобный (маракуйя), гуава, личи, киви, манго и кокосовые сливки. Десерты с такими сиропами встречаются в других регионах мира, таких как Корея (бинсу), Тайвань (tshuah-ping) и Филиппины (хало-хало). В сиропы для приготовления Гавайского строганого льда также входят бубль-гум, ваниль, лимон-лайм, зелёный чай, клубника, вишня, виноград, арбуз, кола, рутбир, фруктовый пунш. Постоянно разрабатываются новые сиропы: ли хинг муй (солёные сушёные китайские сливы), дыня, имбирь и маринованное манго.

### Дополнительные ингредиенты
Дополнительные ингредиенты, часто называемые «андерами», должны быть добавлены в чашку, рожок или миску перед тем, как нарезать лёд сверху. К традиционным ингредиентам относятся красные бобы адзуки, свежие фрукты и мороженое. Гавайский строганый лёд также имеет начинки: моти, порошок ли хинг муй (солёные сушёные китайские сливы), сгущённое молоко, свежие фрукты и мороженое.

## Производство

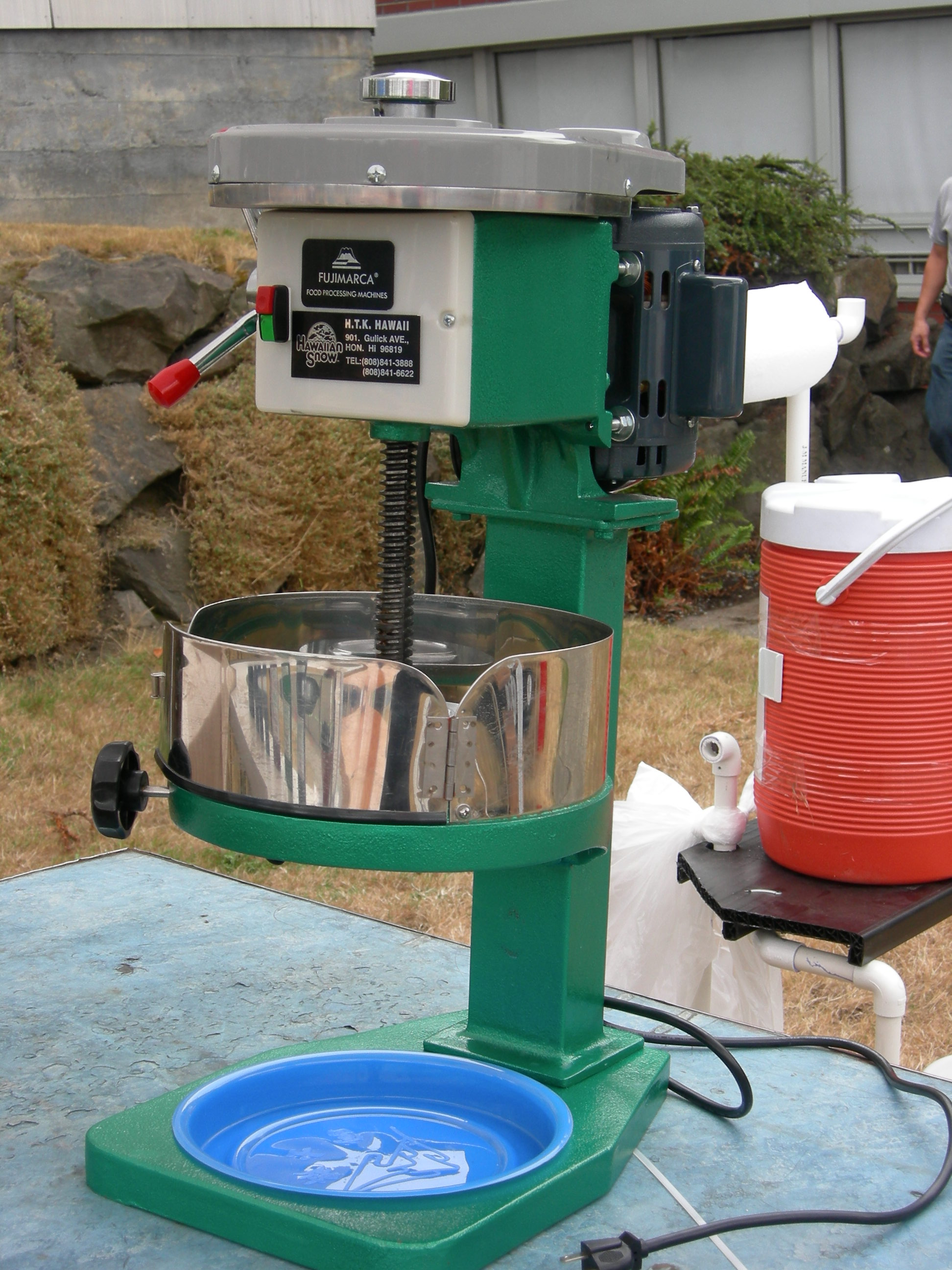
Электрический шейвер для Гавайского строганого льда

Традиционно Гавайский фруктовый лёд изготавливается с помощью инструментов или машин, которые управляются вручную. На Гавайских сахарных плантациях рабочие вырезали ледяные хлопья мачете из больших ледяных блоков, на которые затем выливали фруктовый сок. В настоящее время, в то время как некоторые всё ещё используют машины с ручным приводом, на большинстве стендов для строгания используются электрические шейверы. Для электрических шейверов требуется ледяная глыба определённого размера, которую можно изготовить, заморозив воду в определённых формах. После того, как ледяная глыба будет извлечена из морозильной камеры, её необходимо закалить, оставив при комнатной температуре примерно на 15 минут, чтобы она начала слегка таять. Это гарантирует, что Гавайский строганый лёд будет достаточно твёрдым, чтобы удерживать сироп, а также достаточно мягким, чтобы есть его ложкой.
Ёмкость (чашка, бумажный рожок или миска) должна быть помещена под шейвер для сбора льда, а перед строганием следует добавить ингредиенты для дна, такие как мороженое и бобы адзуки. Затем ледяная глыба будет аккуратно вставлена в шейвер с острыми лезвиями. Для некоторых моделей шейверов лезвия должны быть отрегулированы, чтобы избежать крупных хлопьев льда и сохранить пушистую текстуру настоящей стружки. Машина может быть приведена в движение как кнопкой, так и ножной педалью. Во время работы устройства оператор вращает контейнер и одной рукой формирует ледяные хлопья, чтобы получить желаемый размер и консистенцию. По мере приготовления на поверхность добавляются различные виды сиропа (искусственно или естественно ароматизированные). Некоторые подставки для Гавайского льда также проделывают отверстия жёсткими ледяными палочками, чтобы сироп мог достичь дна. Для придания аромата добавляются начинки, такие как сгущённое молоко и фрукты.

## Разновидности
Множество глобальных вариантов десертов на основе льда, похожих на Гавайский строганый лёд, можно найти в ряде разных стран.

### Ледяной пирог
Ледяной пирог (англ. Ice cake) обретал популярность в лагерях на Гавайских сахарных плантациях. В отличие от строганого льда, лёд для ледяного пирога подаётся прямо из морозильной камеры. Кубики льда для этого лакомства состоят из смеси сгущённого молока, сиропа и воды и замораживаются в алюминиевых лотках для кубиков льда.